# Комиссаров, Калью Йоханнесович
Калью (Кальё) Йоханнесович Комиссаров (эст. Kalju Komissarov; 8 марта 1946, Выру, Эстонская ССР — 6 марта 2017, Эстония) — эстонский и советский режиссёр театра и кино, актёр, педагог. Народный артист Эстонской ССР (1987). Лауреат Государственной премии Эстонской ССР (1987) и Эстонской Республики (2015).

## Биография

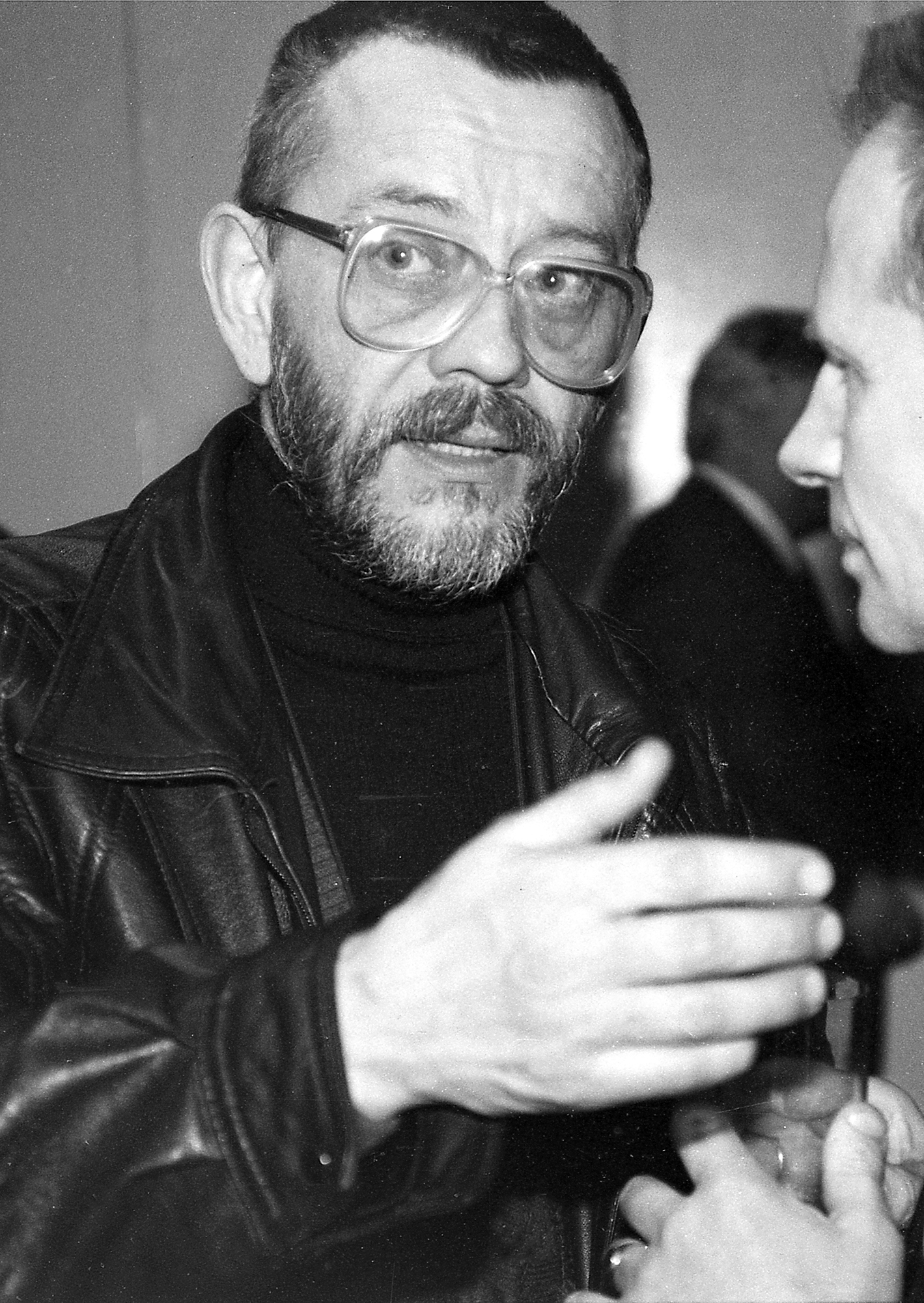
К. Комиссаров в 1992 г.

Представитель Выру. В 1968 году окончил факультет сценического искусства Таллинской консерватории (ныне Эстонская академия музыки и театра).
С 1965 года был актёром киностудии «Таллинфильм». С 1968 по 1974 год работал режиссёром там же. В 1974—1986 годах — режиссёр Таллинского городского и Молодёжного театра ЭССР, в 1989—1991 годах был художественным руководителем драматического театра «Угала» в Вильянди, затем в 1986—1988 и 1991—2000 — главный режиссёр театра «Угала».
В 1986—1995 годах руководил Высшей школой исполнительского искусства Эстонской музыкальной академии.
С 2002 года возглавлял отделение исполнительского искусства Вильяндиского колледжа культуры. Работал преподавателем и заведующим театральным факультетом. В 2013—2014 годах работал художественным руководителем Пярнуского театра «Эндла».
Умер в результате тяжелой болезни.

## Режиссёрские работы в театре
Поставил ряд спектаклей классических и эстонских авторов, в том числе Шекспира, Мольера, Джованни Боккаччо, Чехова, Достоевского, П. Лагерквиста, Л. Фейхтвангера, А.Кристи, Ж. Ануя, В. Вишневского, О. Лутса, П. Куусберга и других.

## Избранные роли в кино
- 1965 — Суперновая
- 1967 — Полуденный паром / Keskpäevane praam — парень в «Москвиче»
- 1968 — Распятый остров — эпизод
- 1968 — Люди в солдатских шинелях / Inimesed sõdurisinelis — Лоог (дубляж: Владислав Баландин)
- 1969 — Последняя реликвия / Viimne reliikvia — монах
- 1970 — Заблудшие / Valge laev — Энн (дубляж: Владимир Ферапонтов)
- 1974 — Необычный случай / Tavatu lugu — молодой следователь (дубляж: Гелий Сысоев)
- 1975 — Создание (короткометражный)
- 1977 — Цену смерти спроси у мёртвых / Surma hinda küsi surnutelt — следователь (дубляж: Александр Демьяненко)
- 1979 — Легенда о волчьей невесте / Legend hundimõrsjast Legend hundimõrsjast
- 1980 — Что посеешь… / Ideaalmaastik — Тамм, секретарь районного комитета партии
- 1985 — Контракт века — Кларк, фотограф
- 1988 — Государственная граница
- 1997 — Все мои Ленины / Minu Leninid — начальник русских жандармов
- 2004 — Страх / Hirm (короткометражный) — доктор Шульц
- 2005 — Гробовщик / Surnumatja (короткометражный) — мастер на станции
- 2006 — Сумасшедший / Meeletu
- 2006-2010 — Келк-ищейка / Kelgukoerad — Келк, комиссар криминальной полиции

## Режиссёр
- 1974 — Необычный случай / Tavatu lugu
- 1971 — Дикий капитан / Metskapten
- 1970 — Заблудшие  / Valge laev

## Награды
- 1976 — Ежегодная эстонская театральная премия Антса Лаутера
- 1979 — Заслуженный артист Эстонской ССР.
- 1987 — Народный артист Эстонской ССР.
- 1987 — Государственная премия Эстонской ССР.
- 1987 — Премия Эстонского театрального общества.
- 2000 — Ежегодная эстонская театральная премия Прийта Пылдроузе.
- 2006 — Орден Белой Звезды 3 класса.
- 2015 — Государственная премия Эстонской Республики в области культуры за жизненные достижения.
- 2016 — Премия города Вильянди за жизненные достижения.
- 2016 — Большая медаль Тартуского университета.